# Robert Tesche
Robert Tesche (ur. 27 maja 1987 roku w Wismar) – niemiecki piłkarz występujący na pozycji pomocnika w VfL Bochum.
Debiutował w Bundeslidze w barwach Arminii Bielefeld - 30 marca 2006 w meczu z Borussią Dortmund (1:0). Pierwszego gola w najwyższej klasie rozgrywkowej w Niemczech strzelił 17 maja 2008 roku w pojedynku przeciwko VfB Stuttgart w ostatniej kolejce sezonu 2007/08. W 2009 roku przeszedł do Hamburger SV.

## Sukcesy

### VfL Bochum
- 2. Bundesliga - zwycięstwo: 2021